# Perša Liha 2021-2022
La Perša Liha 2021-2022 è stata la 31ª edizione della seconda serie del campionato ucraino di calcio. La stagione è iniziata il 25 luglio 2021 ed è terminata anzitempo a causa dell'invasione russa dell'Ucraina del 2022.

## Stagione

### Novità
Al termine della stagione 2020-2021 sarebbe dovuto retrocedere dalla Prem"jer-liha 2020-2021 il Mynaj, ma al suo posto si è iscritto l'Olimpik Donec'k, che ha rinunciato alla massime serie per motivi economici. Ciò ha comportato il ripescaggio in Prem"jer-liha del Mynaj. Sono salite, invece, in Prem"jer-liha 2021-2022 Veres Rivne, Čornomorec' e Metalist 1925.
Sono retrocesse in Druha Liha il Kremin' Kremenčuk e il Krystal Cherson. Sono salite dalla Druha Liha 2020-2021 Metal Charkiv, Podillja, Užhorod e Kryvbas Kryvyj Rih.
Il Mykolaïv, piazzatosi quarto nella passata stagione, ha rinunciato alla Perša Liha. Ciò ha comportato il ripescaggio del Kremin' Kremenčuk.
La dirigenza del Metal Charkiv ha ottenuto dalla federcalcio ucraina la vecchia denominazione e il logo del Metalist.

### Formula
Le 16 squadre partecipanti si affrontano due volte, per un totale di 30 giornate. Le prime due classificate vengono promosse in Prem"jer-liha 2022-2023, mentre terza e quarta classificata disputano uno spareggio-promozione retrocessione, rispettivamente contro la terzultima e la quartultima classificata della Prem"jer-liha 2021-2022. Le ultime due classificate retrocedono in Druha Liha. La terzultima e la quartultima, invece, disputano uno spareggio promozione-retrocessione contro le seconde classificate dei due gironi di Druha Liha 2021-2022.

### Avvenimenti
Il 24 febbraio 2022, dopo giorni di tensione tra Russia e Ucraina, la Federazione decide di sospendere il campionato vista l'emergenza guerra e gli attacchi militari avvenuti nella mattina del 24 febbraio. Il 26 aprile 2022, la federcalcio ucraina ha terminato anzitempo il campionato, assegnando la promozione in massima serie alle prime due classificate, ma senza retrocedere alcuna squadra.

## Classifica finale
|  | Pos. | Squadra               | Pt | G  | V  | N | P  | GF | GS | DR  |
|  | ---- | --------------------- | -- | -- | -- | - | -- | -- | -- | --- |
|  | 1.   | Metalist              | 53 | 20 | 17 | 2 | 1  | 52 | 9  | +43 |
|  | 2.   | Kryvbas Kryvyj Rih    | 42 | 20 | 12 | 6 | 2  | 38 | 17 | +21 |
|  | 3.   | Al'jans Lypova Dolyna | 33 | 19 | 10 | 3 | 6  | 33 | 24 | +9  |
|  | 4.   | Obolon'               | 33 | 19 | 10 | 3 | 6  | 24 | 16 | +8  |
|  | 5.   | Nyva Ternopil'        | 29 | 20 | 8  | 5 | 7  | 22 | 22 | 0   |
|  | 6.   | Hirnyk-Sport          | 29 | 20 | 8  | 5 | 7  | 15 | 17 | -2  |
|  | 7.   | Prykarpattja          | 28 | 20 | 8  | 4 | 8  | 27 | 26 | +1  |
|  | 8.   | Podillja              | 26 | 20 | 7  | 5 | 8  | 19 | 18 | +1  |
|  | 9.   | Polіssja Žytomyr      | 25 | 18 | 7  | 4 | 7  | 21 | 17 | +4  |
|  | 10.  | Volyn'                | 25 | 19 | 6  | 7 | 6  | 17 | 20 | -3  |
|  | 11.  | Olimpik Donec'k       | 23 | 19 | 7  | 2 | 10 | 19 | 23 | -4  |
|  | 12.  | Kramators'k           | 22 | 18 | 7  | 1 | 10 | 16 | 24 | -8  |
|  | 13.  | Ahrobiznes Voločys'k  | 21 | 20 | 4  | 9 | 7  | 16 | 23 | -7  |
|  | 14.  | VPK-Ahro              | 18 | 20 | 5  | 3 | 12 | 16 | 28 | -12 |
|  | 15.  | Užhorod               | 16 | 20 | 4  | 4 | 12 | 16 | 40 | -24 |
|  | 16.  | Kremin' Kremenčuk     | 13 | 20 | 4  | 1 | 15 | 16 | 43 | -27 |

Legenda:
      Promosso in Prem"jer-liha 2022-2023.
Note:
Tre punti a vittoria, uno a pareggio, zero a sconfitta.
In caso di arrivo di due o più squadre a pari punti, la graduatoria verrà stilata secondo la classifica avulsa tra le squadre interessate.